# Arcavell
Arcavell és una entitat de població del municipi de les Valls de Valira, a la comarca de l'Alt Urgell. Amb la Farga de Moles forma l'entitat municipal descentralitzada d'Arcavell i la Farga de Moles.

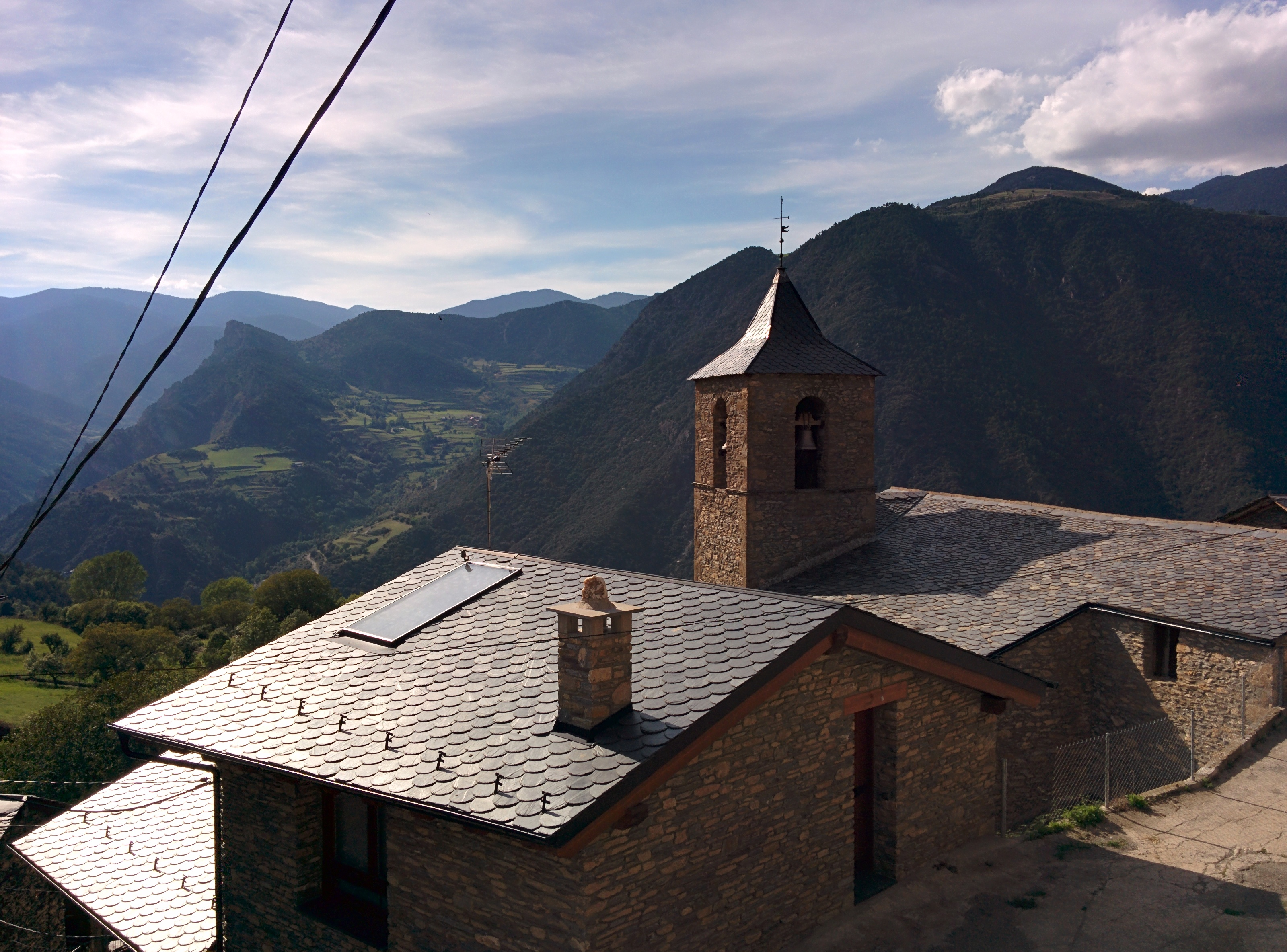
Sant Andreu d'Arcavell

El poble se situa al vessant de ponent del Bony de Quíxol, a poc més d'un quilòmetre a l'esquerra de la Valira. Té força pendent i s'hi pot trobar l'església de Sant Andreu. Al costat de la casa de carrabiners, sobre el poble, hi ha Sant Andreu Vell, l'antiga església parroquial i ara en ruïnes.
Francisco de Zamora explica, en un dels seus viatges de la segona meitat del segle xviii, que la creu d'Arcavell era la fita divisòria amb Andorra, creu que era situada prop del camí i del riu, on hi havia un molí fariner; hi tenia lloc la cerimònia de la rebuda del bisbe.
El lloc i el castell d'Arcavell havien pertangut al Comtat d'Urgell, i el 1132 el comte Ermengol VI d'Urgell ho cedí al bisbat d'Urgell. Fins a l'any 1970 va ser un municipi independent.
La festa major del poble és el primer cap de setmana d'agost.